# Caroline Dolehideová
Caroline Dolehideová (* 5. září 1998 Hinsdale, Illinois) je americká profesionální tenistka. Ve své dosavadní kariéře na okruhu WTA Tour vyhrála dva turnaje ve čtyřhře.  V sérii WTA 125 vybojovala jednu deblovou trofej. V rámci okruhu ITF získala do června 2021 šest titulů ve dvouhře a devět ve čtyřhře.
Na žebříčku WTA byla ve dvouhře nejvýše klasifikována v říjnu 2023 na 41. místě a ve čtyřhře v srpnu 2024 na 9. místě. Trénuje ji Jorge Todero. Dříve tuto roli plnil Australan Stephen Huss. Na kombinovaném juniorském žebříčku ITF nejvýše figurovala na 16. místě v létě 2014.
V juniorském tenise si zahrála semifinále US Open 2014, kde ji vyřadila Marie Bouzková. Mezi dospělými postoupila s krajankou Vanií Kingovou do semifinále čtyřhry US Open 2019.
V americkém týmu Billie Jean King Cupu debutovala v roce 2021 pražským finálovým turnajem, v jehož skupinové fázi prohrála po boku Coco Vandewegheové čtyřhry proti Slovenkám i Španělkám. Američanky přesto skupinu vyhrály  a postoupily do semifinále, v němž podlehly týmu Ruské tenisové federace. Do listopadu 2024 v soutěži nastoupila k dvěma mezistátním utkáním s bilancí 0–0 ve dvouhře a 0–2 ve čtyřhře.

## Soukromý život
Narodila se roku 1998 na západním chicagském předměstí Hinsdale v Illinois, kde vyrostla. S tenisem začala v pěti letech. Starší sestra Courtney Dolehideová hrála tenis na Kalifornské univerzitě v Los Angeles (UCLA), poté trénovala na Texaské univerzitě v Austinu a v roce 2018 se stala šéftrenérkou na Georgetownu. Mladší sourozenkyně Stephanie Dolehideová se také věnovala tenisu, než nastoupila na West Point. Bratr Brian Dolehide hrál univerzitní golf na Florida Atlantic University.
Od šesti let ji koučoval Tom Lockhart. Po druhém ročníku na střední škole Hinsdale Central se přestěhovala na Floridu, kde se začala připravovat ve středisku Americké tenisové asociace. V něm navázala spolupráci s bývalým australským tenistou Stephenem Hussem. Záměr pokračovat ve studiu na UCLA opustila pro rozvoj profesionální kariéry.

## Tenisová kariéra

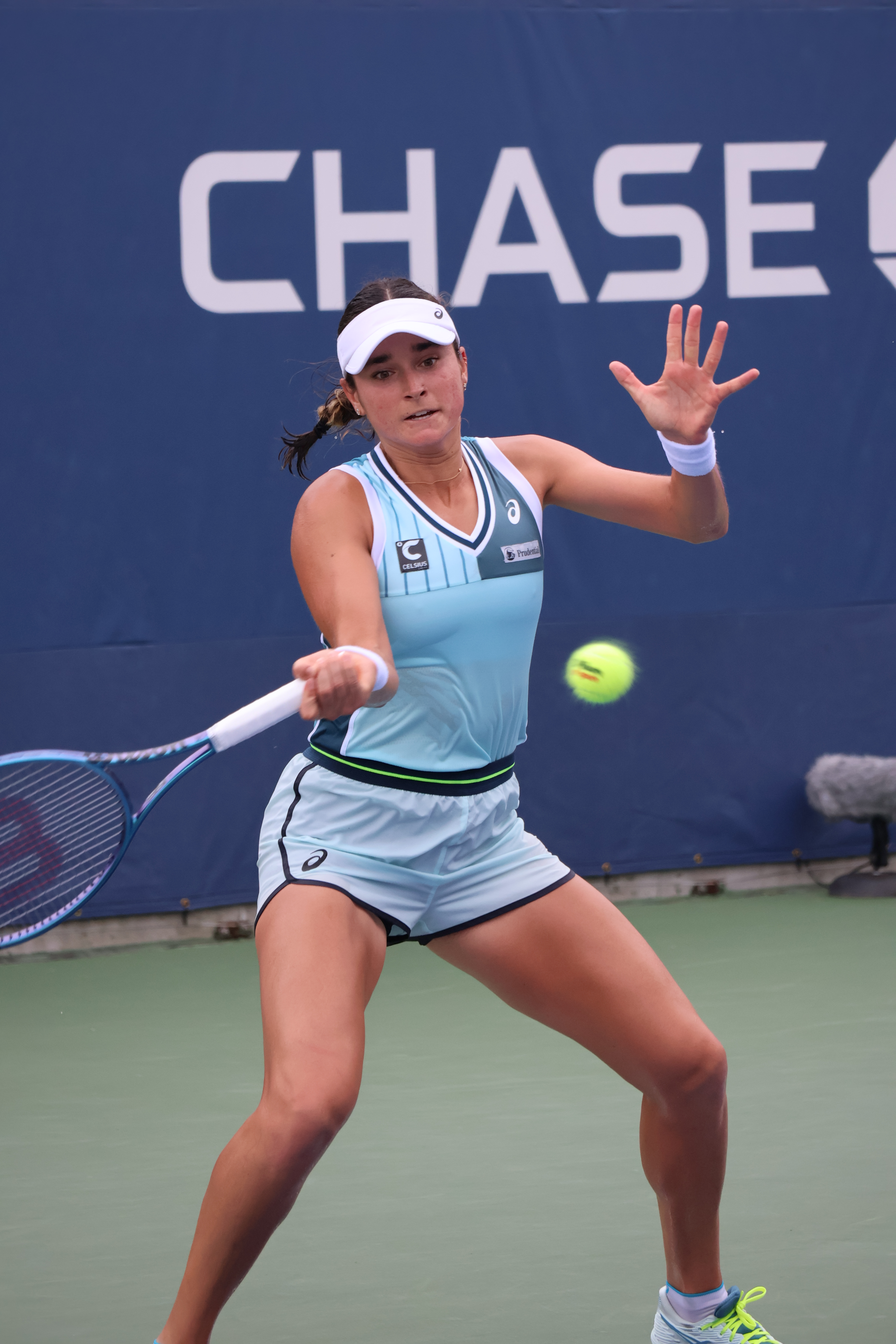
Forhend na US Open 2023

V rámci hlavních soutěží událostí okruhu ITF debutovala v únoru 2014, když do čtyřhry v michiganském Midlandu s dotací 10 tisíc dolarů obdržela s Brienne Minorovou divokou kartu. V úvodním kole však Američanky vypadly. Na túře ITF začala pravidelně hrát v sezóně 2016 poté, co se k tenisu vrátila po zlomenině pravé nohy z druhé poloviny roku 2015. První tituly ITF si odvezla z Buffala v červnu 2016, když na turnaji s rozpočtem 10 tisíc dolarů ovládla dvouhru i čtyřhru.
Na okruhu WTA Tour debutovala srpnovým Bank of the West Classic 2017 ve Stanfordu po průchodu kvalifikačním sítem. První zápas dvouhry vyhrála nad čtyřicátou osmou hráčkou světa Naomi Ósakaovou, než ji ve druhé fázi zastavila krajanka Madison Keysová. Bodový zisk znamenal průlom do elitní světové dvoustovky. Ve stanfordské čtyřhře se probojovala po boku spoluhráčky z juniorských turnajů Kayly Dayové do semifinále. V něm je vyřadil francouzsko-polský pár Alizé Cornetová a Alicja Rosolská. Do prvního čtvrtfinále dvouhry prošla na zářijovém Coupe Banque Nationale 2017 v Québecu, po němž se posunula na 137. příčku klasifikace.
Debut v hlavní soutěži nejvyšší grandslamové kategorie přišel v ženském deblu US Open 2017, po obdržení divoké karty. V páru s Kaylou Dayovou však na úvod nenašly recept na zkušenou desátou nasazenou dvojici Abigail Spearsová a Katarina Srebotniková. Na BNP Paribas Open 2018 v Indian Wells zdolala ve druhém kole světovou třicítku Dominiku Cibulkovou, než ji po třísetovém průběhu vystavila stopku světová jednička Simona Halepová. Premiéru v grandslamové dvouhře prožila na antukovém French Open 2018. Po výhře nad Švýcarkou Viktorijí Golubicovou podlehla Keysové.
Jediný singlový zápas na okruhu WTA Tour 2019 odehrála na US Open, kde v prvním kole nestačila na čínskou světovou osmnáctku Wang Čchiang. Do newyorské čtyřhry zasáhla s krajankou Vanií Kingovou. Po vyřazení ukrajinsko-lotyšských turnajových čtrnáctek Ljudmyly Kičenokové a Jeļeny Ostapenkové podlehly v semifinále pozdějším šampionkám Elise Mertensové s Arynou Sabalenkovou. Bodový zisk ji na deblovém žebříčku posunul do první světové stovky, na 72. pozici. Do prvního singlového finále na túře WTA postoupila na mexickém Guadalajara Open Akron 2023 v kategorii WTA 1000, kde hrála jako stá jedenáctá hráčka žebříčku. V souboji o titul však podlehla druhé nasazené Řekyni Marii Sakkariové po dvousetovém průběhu. Bodový zisk jí zajistil první posun do elitní světové padesátky. Proti členkám z Top 10 prohrála i pátý duel. Na prahu vyřazení se ocitla již v úvodním kole, kde otočila průběh se Stearnsovou ve třech tiebreacích, a následně ve čtvrtfinále, kde proti Italce Trevisanové otočila ze stavu 3–6 a 1–4 a odvrátila čtyři mečboly soupeřky.

## Finále na okruhu WTA Tour
| Legenda                  |
| ------------------------ |
| D – dvouhra; Č – čtyřhra |
| Grand Slam (0)           |
| Turnaj mistryň (0–1 Č)   |
| WTA 1000 (0–1 D; 1–1 Č)  |
| WTA 500 (0–3 Č)          |
| WTA 250 (0–1 D; 1–2 Č)   |

### Dvouhra: 2 (0–2)
| Stav       | č. | datum          | turnaj              | kategorie | povrch | soupeřka ve finále | výsledek |
| ---------- | -- | -------------- | ------------------- | --------- | ------ | ------------------ | -------- |
| Finalistka | 1. | 23. září 2023  | Guadalajara, Mexiko | WTA 1000  | tvrdý  | Maria Sakkariová   | 5–7, 3–6 |
| Finalistka | 2. | 27. října 2024 | Kanton, Čína        | WTA 250   | tvrdý  | Olga Danilovićová  | 3–6, 1–6 |

### Čtyřhra: 8 (2–6)
| Stav       | č. | datum             | turnaj                         | kategorie | povrch     | spoluhráčka         | soupeřky ve finále                    | výsledek              |
| ---------- | -- | ----------------- | ------------------------------ | --------- | ---------- | ------------------- | ------------------------------------- | --------------------- |
| Vítězka    | 1. | 20. března 2021   | Monterrey, Mexiko              | WTA 250   | tvrdý      | Asia Muhammadová    | Heather Watsonová Čeng Saj-saj        | 6–2, 6–3              |
| Finalistka | 1. | 13. června 2021   | Nottingham, Velká Británie     | WTA 250   | tráva      | Storm Sandersová    | Ljudmyla Kičenoková Makoto Ninomijová | 4–6, 7–6(7–3), [8–10] |
| Finalistka | 2. | 3. října 2021     | Chicago, Spojené státy         | WTA 500   | tvrdý      | Coco Vandewegheová  | Květa Peschkeová Andrea Petkovicová   | 3–6, 1–6              |
| Finalistka | 3. | červen 2022       | Nottingham, Spojené království | WTA 250   | tráva      | Monica Niculescuová | Beatriz Haddad Maiová Čang Šuaj       | 6–7(2–7), 3–6         |
| Finalistka | 4. | 18. února 2024    | Dauhá, Katar                   | WTA 1000  | tvrdý      | Desirae Krawczyková | Demi Schuursová Luisa Stefaniová      | 4–6, 2–6              |
| Vítězka    | 2. | 12. srpna 2024    | Toronto, Kanada                | WTA 1000  | tvrdý      | Desirae Krawczyková | Gabriela Dabrowská Erin Routliffeová  | 7–6(7–2), 3–6, [10–7] |
| Finalistka | 5. | 6. dubna 2025     | Charleston, Spojené státy      | WTA 500   | antuka (z) | Desirae Krawczyková | Jeļena Ostapenková Erin Routliffeová  | 4–6, 2–6              |
| Finalistka | 6. | 26. července 2025 | Washington, Spojené státy      | WTA 500   | tvrdý      | Sofia Keninová      | Taylor Townsendová Čang Šuaj          | 1–6, 1–6              |

## Finále série WTA 125

### Čtyřhra: 1 (1–0)
| Legenda       |
| ------------- |
| WTA 125 (1–0) |

| Stav    | č. | datum       | turnaj                         | povrch | spoluhráčka      | soupeřky ve finále               | výsledek      |
| ------- | -- | ----------- | ------------------------------ | ------ | ---------------- | -------------------------------- | ------------- |
| Vítězka | 1. | červen 2023 | La Bisbal d'Empordà, Španělsko | antuka | Diana Šnajderová | Aliona Bolsovová Rebeka Masárová | 7–6(7–5), 6–3 |

## Finále na okruhu ITF
| Dotace turnajů okruhu ITF | Dotace turnajů okruhu ITF |
| ------------------------- | ------------------------- |
| 100 000 $ tournaments     | 80 000 $ tournaments      |
| 75 000 $ tournaments      | 60 000 $ tournaments      |
| 50 000 $ tournaments      | 25 000 $ tournaments      |
| 15 000 $ tournaments      | 10 000 $ tournaments      |

### Dvouhra: 9 (6–3)
| Stav       | č. | datum         | turnaj                              | povrch | soupeřka ve finále  | výsledek           |
| ---------- | -- | ------------- | ----------------------------------- | ------ | ------------------- | ------------------ |
| Vítězka    | 1. | červen 2016   | Buffalo, Spojené státy              | antuka | Lauren Herringová   | 6–France1, 7–5     |
| Finalistka | 1. | říjen 2016    | Stillwater, Spojené státy           | tvrdý  | Danielle Collinsová | 0–1skreč           |
| Vítězka    | 2. | únor 2017     | Surprise, Spojené státy             | tvrdý  | Danielle Laová      | 6–3, 6–1           |
| Finalistka | 2. | duben 2017    | Charlottesville, Spojené státy      | antuka | Madison Brengleová  | 4–6, 3–6           |
| Vítězka    | 3. | červenec 2017 | Winnipeg, Kanada                    | tvrdý  | Majo Hibiová        | 6–3, 6–4           |
| Vítězka    | 4. | duben 2018    | Indian Harbour Beach, Spojené státy | antuka | Irina Baraová       | 6–4, 7–5           |
| Finalistka | 3. | duben 2019    | Pelham, Spojené státy               | antuka | Barbora Krejčíková  | 4–6, 3–6           |
| Vítězka    | 5. | srpen 2019    | Concord, Spojené státy              | tvrdý  | Ann Liová           | 6–3, 7–5           |
| Vítězka    | 6. | říjen 2019    | Charleston, Spojené státy           | antuka | Grace Minová        | 6–2, 6–7(5–7), 6–0 |

### Čtyřhra (9 titulů)
| Č. | datum       | turnaj                         | povrch    | spoluhráčka             | poražené finalistky                          | výsledek              |
| -- | ----------- | ------------------------------ | --------- | ----------------------- | -------------------------------------------- | --------------------- |
| 1. | červen 2016 | Buffalo, Spojené státy         | antuka    | Ingrid Neelová          | Sophie Changová Alexandra Muellerová         | 5–7, 6–3, [10–6]      |
| 2. | únor 2017   | Rancho Santa Fe, Spojené státy | tvrdý     | Kayla Dayová            | Anhelina Kalininová Chiara Schollová         | 6–3, 1–6, [10–7]      |
| 3. | září 2017   | Tampico, Mexiko                | tvrdý     | María Irigoyenová       | Kaitlyn Christianová Giuliana Olmosová       | 6–4, 6–4              |
| 4. | duben 2019  | Pelham, Spojené státy          | antuka    | Usue Maitane Arconadová | Oana Georgeta Simionová Gabriela Talabová    | 6–3, 6–0              |
| 5. | duben 2019  | Dothan, Spojené státy          | antuka    | Usue Maitane Arconadová | Destanee Aiavová Astra Sharmaová             | 7–6(7–5), 6–4         |
| 6. | červen 2019 | Surbiton, Velká Británie       | tráva     | Jennifer Bradyová       | Heather Watsonová Yanina Wickmayerová        | 6–3, 6–4              |
| 7. | říjen 2019  | Macon, Spojené státy           | tvrdý     | Usue Maitane Arconadová | Jaimee Fourlisová Valentini Grammatikopoulou | 6–7(2–7), 6–2, [10–8] |
| 8. | únor 2020   | Midland, Spojené státy         | tvrdý (h) | Maria Sanchezová        | Valeria Savinychová Yanina Wickmayerová      | 6–3, 6–4              |
| 9. | únor 2021   | Boca Raton, Spojené státy      | tvrdý     | Usue Maitane Arconadová | Camila Osoriová Conny Perrinová              | 6–3, 6–4              |

## Finále na juniorském Grand Slamu

### Čtyřhra juniorek: 2 (0–2)
| Stav       | rok  | turnaj      | povrch | spoluhráčka         | soupeřky ve finále                      | výsledek          |
| ---------- | ---- | ----------- | ------ | ------------------- | --------------------------------------- | ----------------- |
| Finalistka | 2015 | French Open | antuka | Katerina Stewartová | Miriam Kolodziejová Markéta Vondroušová | 0–6, 3–6          |
| Finalistka | 2016 | US Open     | tvrdý  | Kayla Dayová        | Jada Hartová Ena Šibaharaová            | 6–4, 2–6, [11–13] |